# Software Freedom Law Center
El Software Freedom Law Center (SFLC, en español: Centro de asesoramiento legal sobre software libre) es una organización de profesionales voluntarios creada en el año 2005, con Eben Moglen como presidente, y teniendo un financiamiento inicial dado por 'Open Source Development Labs'. El SFLC proporciona auxilio y representación legal sobre aspectos jurídico-procesales, a los desarrolladores de proyectos de software libre, a condición de que los mismos no tengan fines lucrativos.
Un artículo de noticias ilustra al respecto:

Moglen expects – in fact, plans for – a large turnover in the staff. After five years, he anticipates 20 to 30 lawyers will have passed through the Center. By the time these alumni move on, Moglen hopes that its members will have the expertise to advise both communities and corporations alike. It will also create a loose association whose members can consult with each other as necessary. If the Center is successful, Moglen says, its entire board of directors will have less to do, "because a new generation will emerge."
Traducción al español : De hecho, Eben Moglen espera casos que requieran una relativamente intensa dedicación por parte del centro, pues piensa que pasados cinco años, entre 20 a 30 abogados habrían pasado por la institución para formarse y atender situaciones diversas. En ese tiempo y después, estos profesionales seguirían adelante con distintos emprendimientos profesionales, y Moglen espera que ellos tendrían la experiencia y capacidad como para asesorar y aconsejar tanto a comunidades como a corporaciones. Esto también crearía lazos en red, que facilitaría las consultas cruzadas, en caso de ser necesarias. Moglen cree que si el centro ´tiene éxito, allí con el paso del tiempo habrá cada vez menos que hacer, "pues una nueva generación convenientemente capacitada sin duda surgirá."

## Consejo de administración
- Eben Moglen
- Philippe Aigrain
- Diane M. Peters
- Lawrence Lessig
- Daniel J. Weitzner